# Atari
Atari es una marca que ha sido propiedad de múltiples empresas desde su creación en 1972. Actualmente es propiedad de Atari Interactive, una filial del holding francés Atari SA. su enfoque actual son las remasterizaciones de juegos clásicos, revisiones modernas de los mismos clásicos de sus propiedades intelectuales, el préstamo de ellas para productos de consumo y uso en consolas Plug and play, venta de salsas picantes, licores,   próximamente hoteles resort y en algún momento blockchain con NFT una criptomoneda.
La primera empresa Atari Inc. fue fundada en Sunnyvale, California en 1972 por Nolan Bushnell y Ted Dabney, siendo una empresa tecnológica pionera en los juegos de arcade, las consolas de videojuegos domésticos y las computadoras domésticas. Los productos de la compañía, como Pong y Atari 2600, ayudaron a definir la industria del entretenimiento electrónico desde la década de 1970 hasta mediados de la década de 1980.
En 1984, como resultado de la crisis del videojuego de 1983, las divisiones de consolas domésticas y computadoras de Atari Inc. se vendieron y la compañía pasó a llamarse Atari Games Inc. Atari Games recibió los derechos para usar el logotipo y la marca con el texto «Games» (en español, Juegos) adjunto en las recreativas de arcade, así como los derechos derivados del funcionamiento con monedas y del hardware original de 1972-1984. Las propiedades de la División de Electrónica de Consumo de Atari se vendieron a su vez a Tramel Technology Ltd., de Jack Tramiel, que luego cambió su nombre a Atari Corporation. En 1996, Atari Corporation se fusionó inversamente con el fabricante de unidades de disco JT Storage (JTS), convirtiéndose en una división dentro de la empresa. En 1998, Hasbro Interactive adquirió todas las propiedades relacionadas con Atari Corporation de JTS, creando una nueva subsidiaria, Atari Interactive.
Hasta la década de 1990, Atari se consolidó como una de las principales fabricantes de consolas en el mercado mundial, compitiendo con Nintendo y Sega. Sin embargo, el poco éxito de la Atari Jaguar, lanzada en 1993, llevó a una bancarrota de la empresa, la cual sería vendida una y otra vez a lo largo de los años. La empresa que actualmente maneja el nombre Atari fue fundada en 1993 bajo el nombre de GT Interactive. GT Interactive fue adquirido por IESA en 1999 y cambió su nombre a Infogrames Inc. Infogrames adquirió la marca Atari, comprándola a Hasbro Interactive.
Infogrames, Inc. ocasionalmente usó el nombre Atari como marca, para títulos especiales, antes de que IESA cambiara oficialmente su nombre a Atari, Inc. en el año 2003.
La compañía Atari original fue pionera en juegos arcade, videojuegos caseros, consolas y microcomputadores personales, y su dominio en estas áreas la mantuvo como la mayor fuerza en la industria de la computación y el entretenimiento desde principios hasta mediados de la década de 1980. La marca también fue usada varias veces por Atari Games, una división de la empresa en 1984.
La empresa ha anunciado, por medio de Fred Chesnais (CEO de la compañía), su regreso al mundo de las videoconsolas. "Volvemos al mundo del hardware". También ha asegurado que el diseño de la nueva consola está siendo muy trabajado y que va a contar con una arquitectura basada en la de los PC. La compañía mostró en un vídeo de YouTube que la nueva consola se llamaría Atari VCS y que por el momento el proyecto se encuentra "en desarrollo".
También la empresa anunció su interés por el mercado de las criptomonedas presentando "Atari Token" y "Pong Token". Según se menciona Atari podría introducir sus monedas virtuales tanto desde la compra de juegos digitales hasta su uso para videojuegos y casinos en Internet.

## Historia
Atari ha estado presente desde los primeros días de las máquinas de arcade, Atari fue creador de las consolas caseras, como la Atari 2600 (llamada originalmente VCS "Video Computer System" Sistema Informático de Vídeo); produjo una serie de computadores de 8 bits (Atari 400/800 y la serie XL/XE); tomó parte en el mercado de los 16 bits con el Atari ST; creó la consola Atari Jaguar de 64 bits, revolucionaria para su época; y lanzó una videoconsola portátil, la Atari Lynx. En la década de 1970, Atari era concebida como la empresa de videojuegos más cotizada del mercado empresarial. Comenzando su elaboración basándose en un grupo de trabajo jerárquico, indicó los puntos donde los objetivos de la empresa se marcaría. Nolan Bushnell formó proyectos de trabajos diversificados para abarcar el mayor número de jugadores.
Compitiendo junto con Nintendo o Sega, Atari encabezaba la lista de empresas productoras, principalmente en Estados Unidos, ya que el mercado japonés conseguiría tomar revancha comercial con un modelo de trabajo unificado.

### Década de 1970: El nacimiento del imperio de los videojuegos

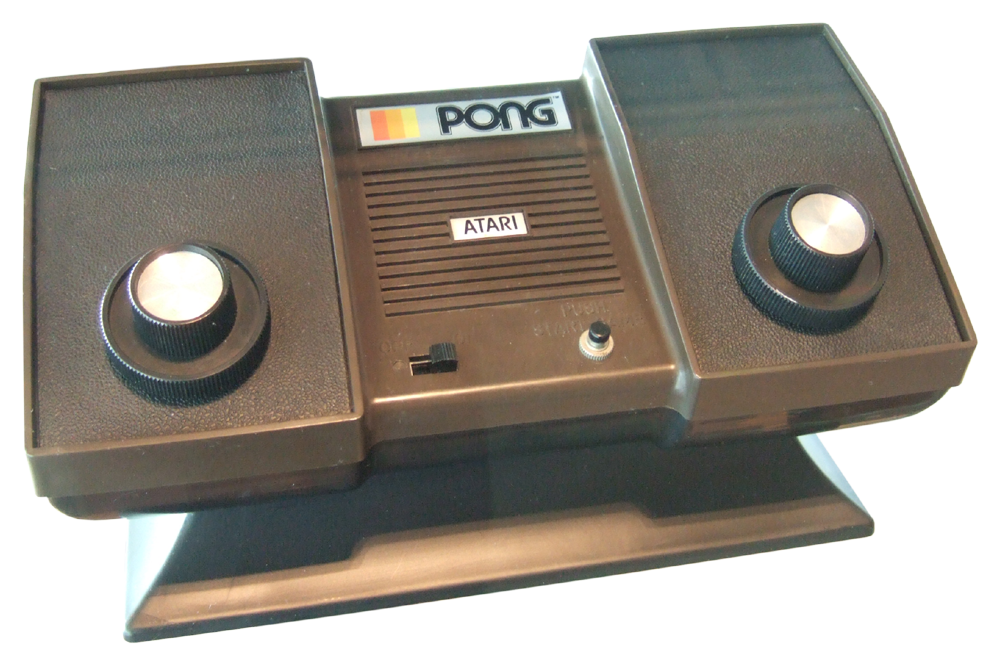
Atari Pong.

Fundada en los Estados Unidos en 1972 por Nolan Bushnell y Ted Dabney, Atari puede ser considerada la fundadora de la industria del videojuego, gracias al PONG. La versión casera de PONG, que se conectaba a una televisión, fue una de las primeras consolas de videojuegos.
Atari fue originalmente llamada Syzygy, un término astronómico. Sin embargo, ese nombre ya había sido registrado por otra empresa, Bushnell escribió algunas palabras del juego Go, y eligió la palabra Atari que en japonés significa "que una ficha o un grupo de fichas está en peligro de ser capturadas por tu oponente". El nombre "Atari" fue elegido por el atractivo de su origen, Japón, además es fácil de memorizar, en términos de pronunciación y escritura, en la mayoría de los mercados.
En 1973, Atari crea secretamente un "competidor" llamado Kee Games, manejado por Joe Keenan. La relación fue descubierta en 1974, Joe Keenan hizo tan buen trabajo que fue ascendido a la presidencia de Atari ese mismo año.
Bushnell vendió Atari a Warner Communications en 1976 en unos estimados 28–32 millones de dólares, usando parte de este dinero para comprar la mansión Folgers. Él dejó la división en 1979. Mientras era propiedad de Warner, Atari conseguía sus mayores éxitos, vendiendo millones de consolas Atari 2600 (VCS). En su momento cumbre, Atari producía un tercio de los ingresos de la empresa Warner, y pasó a ser una de las empresas de crecimiento más rápido en los Estados Unidos.

### Década de 1980

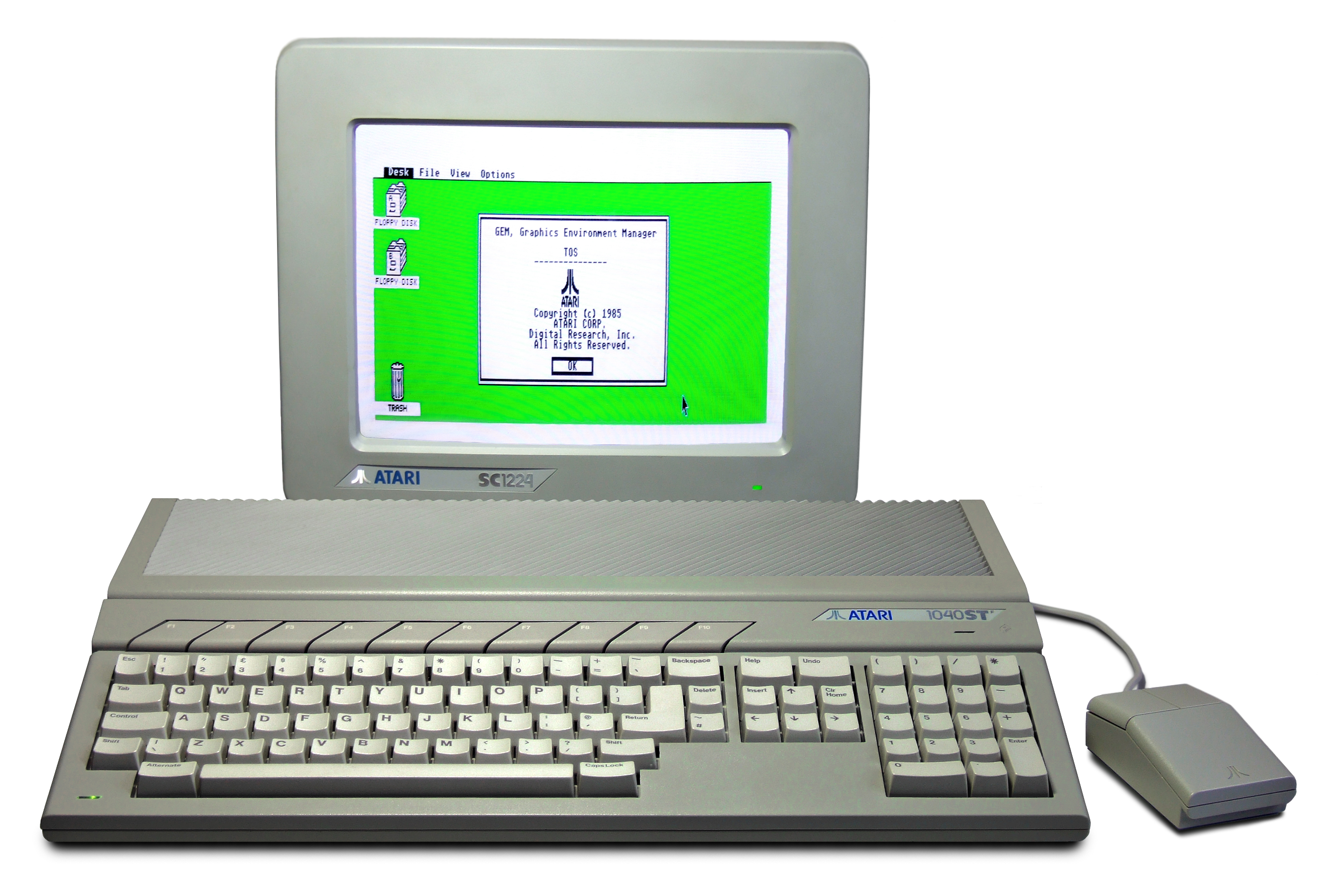
Atari ST de 1985.

Aunque Atari dominaba casi completamente el mercado de las videoconsolas caseras, experimentó su primera competencia férrea en 1980 con la consola Intellivision de Mattel, que hizo publicidad de su mayor capacidad gráfica, comparada con la Atari 2600. A pesar de esto, la 2600 siguió siendo el estándar de la industria dada su superioridad en cachés, jugabilidad y mejores juegos del mercado, además del número de títulos disponibles para su consola.
En la década de 1980, la división de computadores caseros, videojuegos y máquinas de arcade (esos típicos juegos operados con monedas que se ponen en lugares públicos), operaban independientemente dentro de la empresa y rara vez cooperaban entre sí. Enfrentados a una dura competencia y en una guerra de precios en el mercado de las computadoras y las consolas, Atari nunca fue capaz de seguir en la línea del éxito del 2600. En 1982, Atari lanzó decepcionantes versiones de dos juegos altamente publicitados, como Pac-Man y E.T, causando una montaña de material no vendido, tirando los precios al suelo. También en 1982, Atari inició un juicio contra Activision, un competidor en el desarrollo de juegos, conformado en su mayoría por exempleados de Atari, que finalmente abrieron el mercado a empresas independientes que desarrollaban juegos. El mercado se saturó rápidamente, bajando aún más los precios. Además, en diciembre de 1982, los ejecutivos de Atari, Ray Kassar y Dennis Groth, fueron investigados por uso indebido de información privilegiada ("insider trading" en inglés). Más tarde se sabría que estas informaciones carecían de fundamento.

Por otra parte, Larry Emmons, un importante empleado que se había retirado en 1982, encabezó la investigación y el desarrollo de un pequeño grupo de talentosos ingenieros en Grass Valley, California. La consola Atari 5200, fue lanzada como la siguiente generación de consolas 2600. Aunque estaba basada en los computadores Atari 800, no eran compatibles con los cartuchos de esa máquina. Sus ventas no estuvieron a la altura de las expectativas de la empresa.
Así y todo, Atari mantenía una envidiable posición en el mercado mundial de los videojuegos. Eran los productores número uno de todos los mercados, excepto en Japón, cuyo mercado era dominado por Nintendo, quien en 1983 había lanzado su primera consola de juegos, la Famicom (conocida en el resto del mundo como NES). El sistema creció rápidamente, y Nintendo comenzó a mirar otros mercados. Se acercaron a Atari y les ofrecieron un contrato de licenciamiento: Atari podría hacer y vender el sistema Famicom, pagándole un royalty a Nintendo. El trato tenía opciones de prosperar y las dos empresas supuestamente firmarían el trato en la Feria del Consumidor de Electrónica (en inglés: Consumer Electrónics Show CES del verano de 1983. Desafortunadamente al mismo tiempo Coleco mostraba su nuevo computador Adam corriendo el juego Donkey Kong de Nintendo, pero Atari tenía los derechos para publicar Donkey Kong, y uno de los ejecutivos más importante de Atari, Ray Kassar, acusó a Nintendo de hacer dobles tratos con la licencia de Donkey Kong. Al mes siguiente Ray Kassar fue forzado a dejar Atari y los ejecutivos involucrados en el trato con Nintendo fueron obligados a comenzar de nuevo desde cero.
Estos problemas fueron seguidos por la caída del mercado de los videojuegos en 1983, que causó pérdidas por más de 500 millones de dólares a la industria. El precio de las acciones de Warner cayó de 60$ a 20$ y Warner comenzó a buscar comprador para su problemática división (ATARI).
En 1983 Atari mandó desechar varios millones de copias de E.T. the Extra-Terrestrial que se había convertido en uno de los mayores fracasos comerciales en la historia de los videojuegos y la versión para Atari 2600 de Pac-Man, que había tenido éxito comercial pero recibido duras críticas.
En julio de 1984, Warner vendió las divisiones de computadores personales y videojuegos a Jack Tramiel, fundador del competidor directo de Atari, Commodore International, bajo el nombre de Atari Corporation por U$240 millones. Warner retuvo la división de juegos de arcade, bajo el nombre de Atari Games y finalmente la vendió a Namco en 1985.

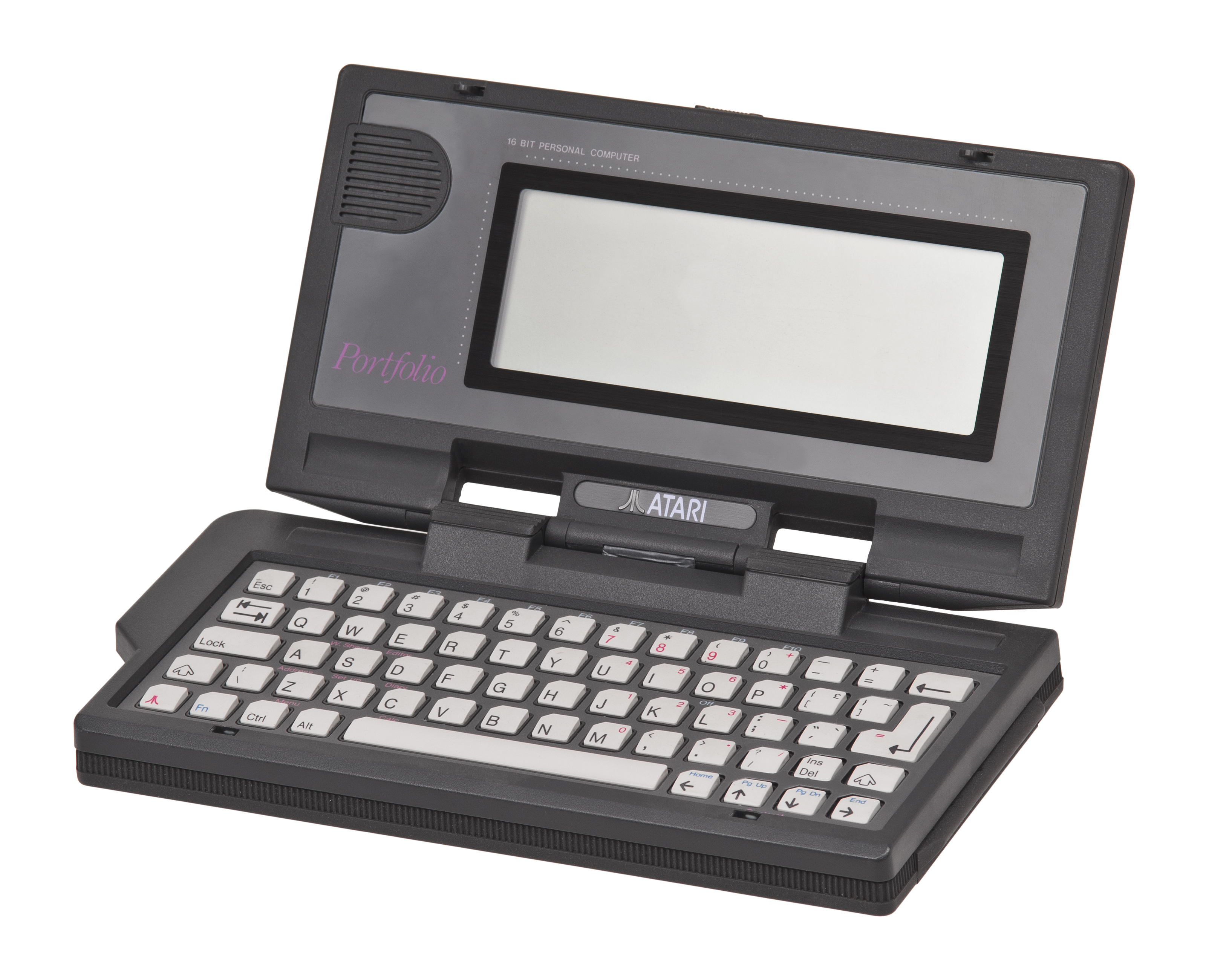
Atari Portfolio de 1989.

Bajo la administración de Tramiel, Atari Corp. utilizó las existencias de computadores y consolas para mantener la empresa a flote, mientras terminaban con el desarrollo de su sistema de 16 bits, el Atari ST. En 1985 lanzan la actualización para los sistemas de 8 bits, la serie XE, así como la línea ST de 16 bits. Más tarde, en 1986, Atari lanzó dos consolas diseñadas en el tiempo de Warner, la Atari 2600jr y la 7800 Prosystem (que había tenido un lanzamiento limitado en 1984). Crecieron las arcas, teniendo utilidades por 25.000.000$ ese año. La serie ST tuvo un muy buen recibimiento en el mercado europeo, aunque no tanto en Estados Unidos. Fue un sistema especialmente popular entre músicos, porque todos los modelos incluían puertos MIDI integrados. Atari además lanzó una serie de computadores económicos compatibles con los PC de IBM y una computadora de bolsillo (PDA), la Atari Portfolio.
En 1989, Atari lanzó la consola portátil en colores, Atari Lynx. Sin embargo, no pudo ser lanzada exitosamente en la temporada navideña de 1989, dando gran ventaja a su competidor, Nintendo Game Boy. Además también en 1989, Atari Corp. demandó a Nintendo por U$ 250 millones, alegando monopolio, Atari perdió el juicio.

### Década de 1990

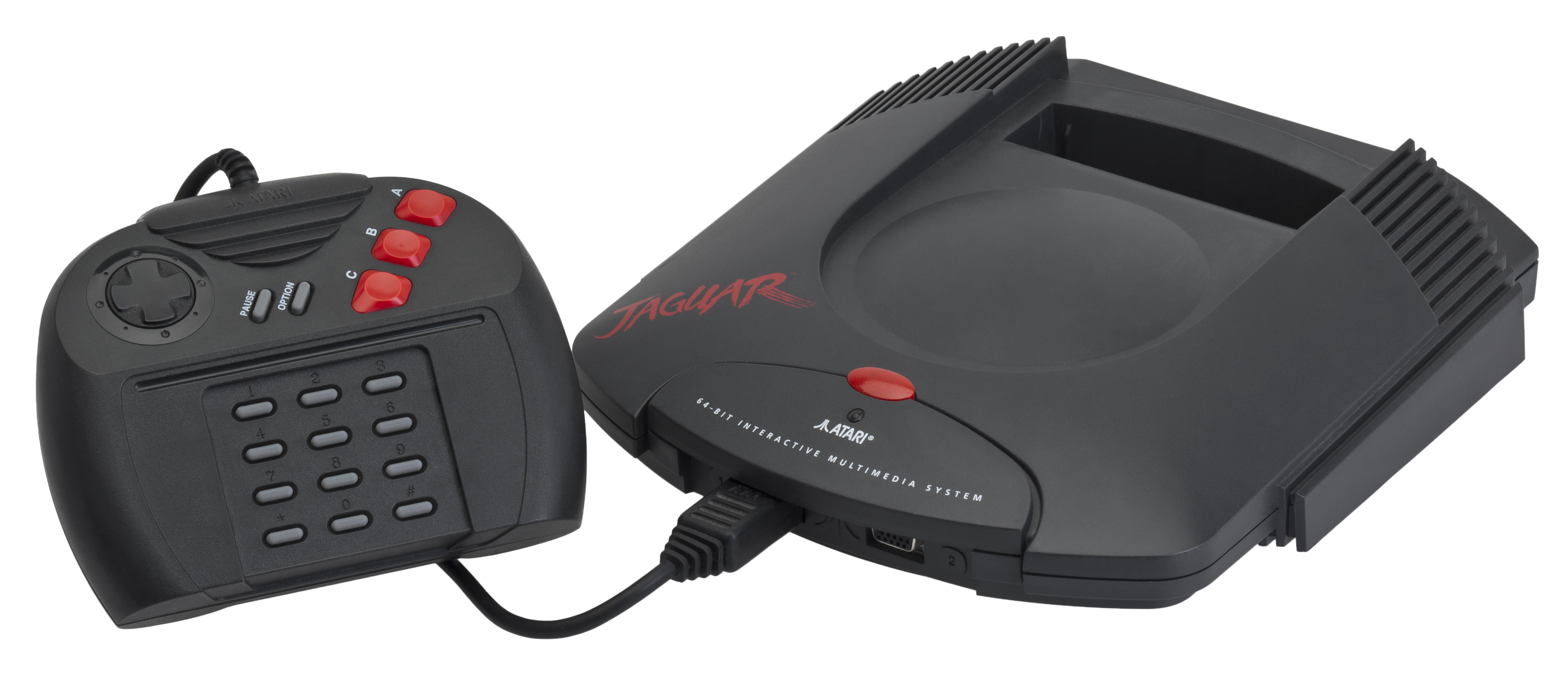
Atari Jaguar de 1993.

Mientras se acababan los dividendos de los clónicos IBM y la línea ST, consolas y programas, volvían a ser el plato fuerte de Atari. En 1993, Atari lanzó "JAGUAR", su última consola, la cual era la primera de la generación de 64 bits. Después de un periodo de relativo éxito, las ventas no cumplieron las expectativas. No tuvo tanta publicidad como la Sony PlayStation o la Sega Saturn y le faltó apoyo de los desarrolladores externos de juegos; así sus competidores japoneses dominaron sin dificultades el mercado.
En 1996, una serie de juicios seguidos por lucrar con sus investigaciones dejó a Atari con varios millones de dólares en caja, pero el rotundo fracaso de la Atari Lynx y de Jaguar, tenían a la empresa sin productos que ofrecer. Además, Tramiel y su familia dejaron el negocio, con el resultado de un rápido cambio de dueños. En julio de 1996, Atari se fusionó con JTS Inc., una empresa relativamente nueva que producía discos duros, para convertirse en JTS Corp. El rol de la marca Atari en la nueva empresa tuvo una trascendencia pequeña, por lo que prácticamente desapareció del mercado.

### SigloXXI
Atari en estos momentos se encuentra en manos de Infogrames (actualmente bajo el nombre de Atari SA). Sus juegos son editados en Estados Unidos bajo su propio sello Atari, mientras que en Europa lo hace bajo el nombre de Namco Bandai Games (que posee el 34% de las acciones). Su principal actividad en la actualidad está enfocada hacia los juegos en línea (MMO) con franquicias como Star Trek y Champions Online. Según su página oficial la compañía posee los siguientes estudios en su propiedad: Cryptic Studios, Atari London Studio, Eden Studios (desarrolla el juego Test Drive Unlimited), Atari Interactive, Inc. y Atari, Inc.
En mayo de 2009, Infogrames Entertainment, SA, la empresa matriz de Atari Inc. y Atari Interactive Inc., anunció que cambiaría el nombre de la compañía a Atari, SA. En abril de 2010, el miembro del consejo de administración David Gardner renunció. Su sustituto es el cofundador de Atari Nolan Bushnell.
El 21 de enero de 2013, las empresas Atari Inc.; Atari Interactive, Inc; California U.S. Holdings, Inc.; y Humongous, Inc., filiales norteamericanas de la empresa Atari SA se declaran en bancarrota. con la intención de separarse de su empresa matriz, Atari SA, vender sus activos (derechos de propiedad intelectual sobre los juegos más famosos de la marca) y conseguir capital suficiente o un comprador, para dedicarse a la generación de juegos digitales en plataformas móviles. Atari tuvo problemas financieros desde principios de los años 2000, y fue a peor después de que Infogrames la comprara en 2003 y adquiriera todos los bienes norteamericanos de Atari en 2008. Atari SA no fue una compañía rentable durante la siguiente década pero, sin embargo, la filial estadounidense mejoró.
En 2015, Atari anunció un cambio de estrategia que se centraría en volver a publicar el catálogo de videojuegos de Atari. La estrategia se centra en «videojuegos descargables, videojuegos MMO, videojuegos móviles y actividades de licenciamiento, con prioridad en torno a las franquicias tradicionales».
Durante varios años se exploraron otras estrategias, como orientarse al público LGTBI y casinos.
Los proyectos actualmente en producción o incluidos en la estrategia de cambio incluyen:
- Alone in the Dark: Illumination para PC (videojuego de aventura y acción para uno o varios jugadores), en el que los jugadores se enfrentarán contra las hordas de Eldricht utilizando poderes de iluminación sobrenatural para defenderse, sobrevivir y completar la aventura. Tras el lanzamiento, el videojuego tuvo una recepción negativa.
- RollerCoaster Tycoon World para PC (videojuego para un jugador o multijugador en línea), que permite a los jugadores crear parques temáticos originales con increíbles atracciones. Este es la secuela de RollerCoaster Tycoon 3 para PC.
- Pridefest, un videojuego de simulación social móvil con temática LGBT, que permite a los jugadores administrar sus ciudades y diseñar sus propios desfiles, mientras crea una red de amigos.
- Lunar Lander para dispositivos móviles, un videojuego de simulación de aterrizaje lunar que ayudó a construir el éxito de ATARI en el pasado en el sector de los videojuegos.

El 8 de junio de 2017 se publicó un video breve, promocionando un nuevo producto; y la semana siguiente el CEO de Atari SA Fred Chesnais confirmó que la compañía estaba desarrollando una nueva consola de videojuegos; el hardware se basaba en la tecnología de PC, y se todavía estaba en desarrollo. A mediados de julio de 2017, un comunicado de prensa de Atari confirmó la existencia de un nuevo hardware, denominado Ataribox. El diseño de la caja estaba inspirado en los primeros diseños de Atari (por ejemplo, el Atari 2600) con una superficie superior acanalada y un aumento en la parte posterior de la consola; se anunciaron dos versiones, una con frente de chapa de madera tradicional y otra con frente de vidrio. Las opciones de conectividad incluían HDMI, USB (x4) y tarjeta SD: se mencionaba que la consola admitía videojuegos clásicos y actuales. Según un comunicado oficial de la compañía del 22 de junio de 2017, el producto se lanzó inicialmente a través de una campaña de micromecenazgo con el fin de minimizar el riesgo financiero para la empresa matriz.

## Hardware

### Consolas

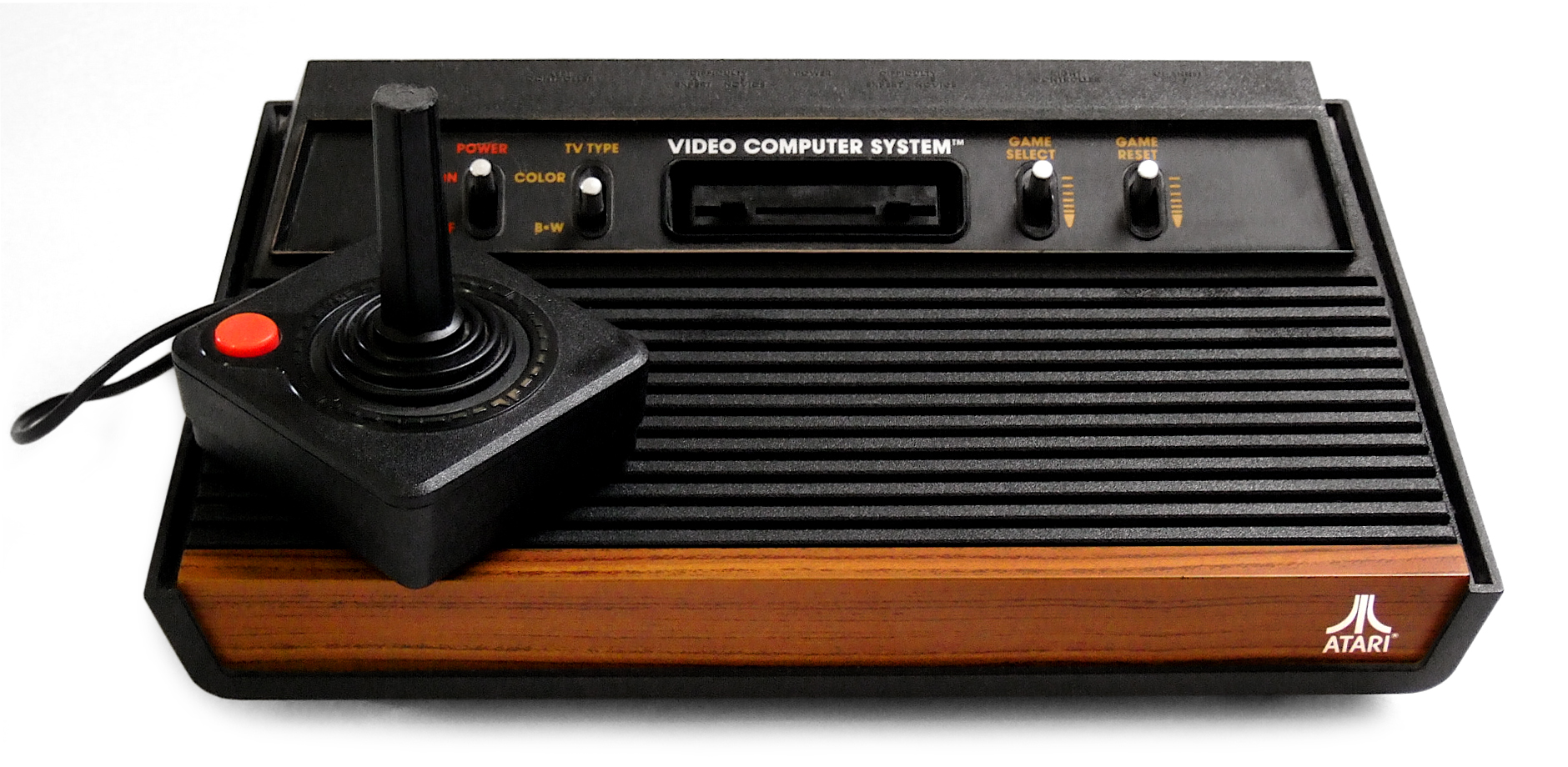
Atari 2600.

- Atari Pong: Primera consola de Atari.
- Atari 2600: También conocida como VCS.
- Atari 5200: Sucesora de la 2600. Poco exitosa.
- Atari 7800: Sucesora de la 5200. Poco exitosa.
- Atari XEGS: Consola basada en el microordenador Atari 65XE.
- Atari Lynx: Consola portátil similar a la Sega Game Gear. Tuvo dos versiones.
- Atari Jaguar: Consola de "64 bits". Última consola de Atari.
- Atari Cosmos: Se inició su proyecto en 1978, queriendo que tuviera sistema 3D.
- Atari VCS (2020): Híbrido entre Consola y PC lanzada el 11 de diciembre de 2020. Esto marca el regreso de Atari al hardware.

### Microcomputadores 8 Bits

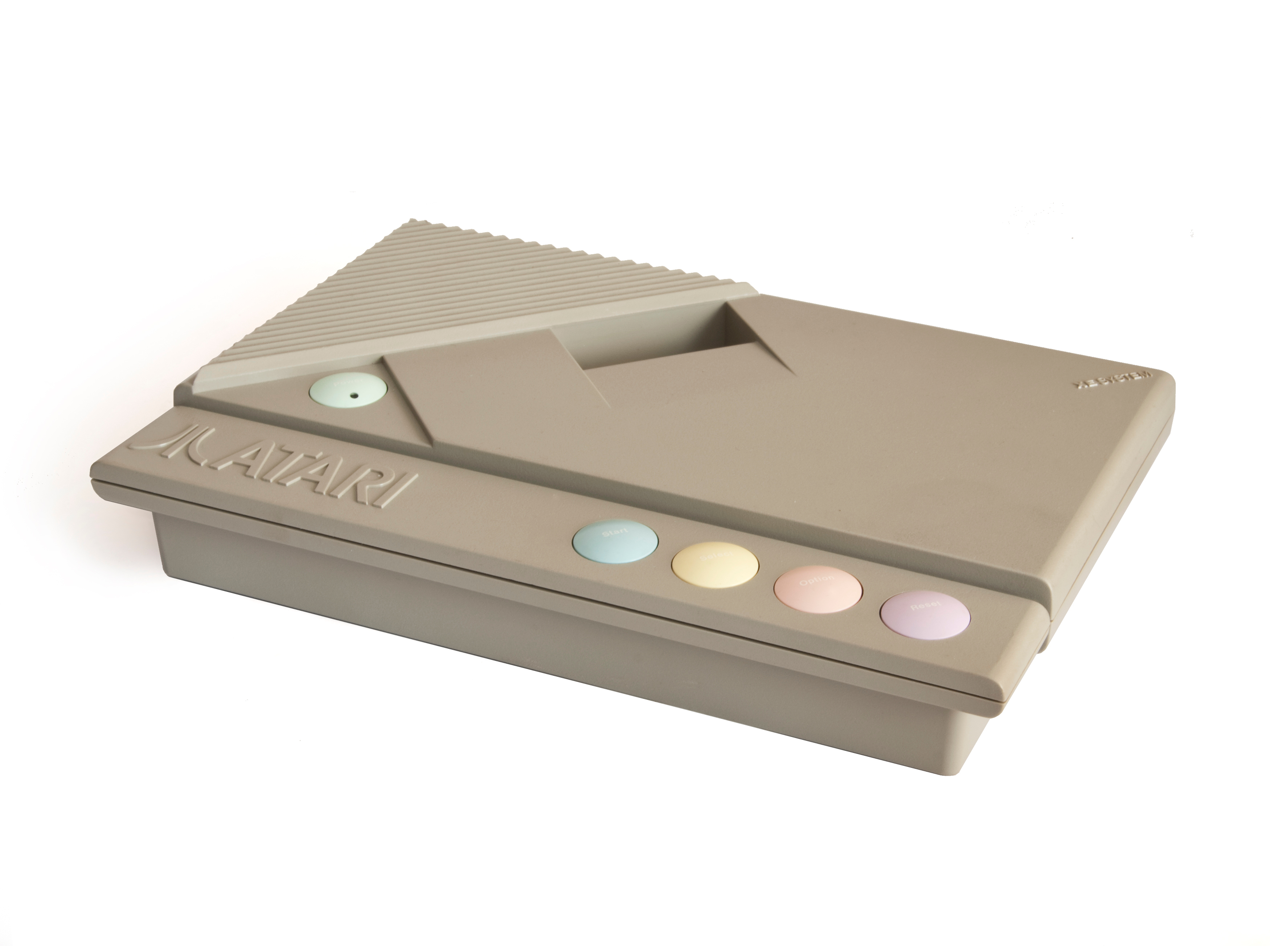
Atari XEGS.

Parte de la familia Atari de 8 bits
- Atari 400: Microordenador.
- Atari 800: Microordenador.
- Atari 600XL: Microordenador.
- Atari 800XL: Microordenador.
- Atari 1200XL: Microordenador.
- Atari 65XE: Microordenador.
- Atari 800XE: Microordenador.
- Atari 130XE: Microordenador.

### Computadores 16 Bits
- Atari Portfolio: El primer PDA compatible PC XT.
- Atari ST: Ordenador basado en Motorola 68000.

### Computadores 32 Bits
- Atari TT030: Ordenador basado en Motorola 68030.
- Atari Falcon: Ordenador basado en Motorola 68030 y DSP.

### Placas de arcade
- Placas basadas en MOS Technology 6502: Versiones blanco y negro, vectoriales y en color.
- Placas basadas en Motorola 68000.
- Atari System: Existen dos versiones.

## Software

### Videojuegos destacados
Esto es un pequeño listado de los juegos más famosos desarrollados para la consola 2600 de Atari. Estos juegos son importantes en la historia del videojuego y de la empresa.

#### Históricos
- Pong
- Asteroids
- Pac-man
- Defender
- Millipede
- Pitfall!
- Galaxian
- River Raid
- Enduro
- Centipede
- Montezuma
- Dragon Ball Z: Budokai Tenkaichi 3
- Dragon Ball Z: Sagas

#### Actualmente Atari desarrolla o distribuye juegos como
| - Act of War: Direct Action - Act of War: High Treason - Alone in the Dark - Atari Flashback - Atari Flashback 2 - Boiling Point: Road to Hell - Backyard Sports - Crashday - Chris Sawyer's Locomotion - Dark Earth - Deer Hunter 2005 - Dragon Ball Z: Budokai - Dragon Ball Z: Budokai 2 - Dragon Ball Z: Budokai 3 - Dragon Ball Z: Shin Budokai | - Dragon Ball Z: Budokai Tenkaichi - Dragon Ball Z: Budokai Tenkaichi 2 - Driver (1999) - Driver 2 (2000) - Driv3r (2004) - Driver: Parallel Lines (2006) - Enter the Matrix - Fahrenheit - Godzilla: Destroy All Monsters Melee - Godzilla: Save the Earth - Ikaruga - Mission Impossible: Operation Surma - Neverwinter Nights - Neverwinter Nights 2: Forgotten Realms - RollerCoaster Tycoon (1999) - RollerCoaster Tycoon (1999) | - RollerCoaster Tycoon 2 (2002) - RollerCoaster Tycoon 3 (2004) - Super Dragon Ball Z - Terminator 3: The Redemption - Test Drive (1987) - Test Drive Unlimited (2006) - Pac Man (1980) - Pac Mania (1989) - TimeShift - The Matrix: Path of Neo - The Witcher - Transformers - Tycoon City: New York - Unreal Tournament - Unreal Tournament 2003 - Unreal Tournament 2004 |